# مهدی دوستی
مهدی دوستی (زادهٔ ۱۳۵۸ اهواز) سیاستمدار و مدیر اجرایی ایرانی است که از آذر ۱۴۰۳ به‌عنوان معاون هماهنگی امور اقتصادی و توسعه منطقه‌ای وزارت کشور فعالیت می‌کند. وی پیش‌تر از سال ۱۴۰۰ تا ۱۴۰۳ استاندار هرمزگان بود.
دوستی فعالیت خود را از سپاه پاسداران انقلاب اسلامی آغاز کرد و پیش‌تر مجری طرح ساخت پالایشگاه میعانات گازی ستاره خلیج فارس در قرارگاه سازندگی خاتم‌الانبیاء بود. وی در جریان انتخابات ریاست‌جمهوری ۱۴۰۰ به‌عنوان سخنگوی شورای هماهنگی ستاد رئیسی منصوب شد.